# Mazzella Field
Pour les articles homonymes, voir Mazzella.
Le Mazzella Field, est un stade américain multi-sports (servant principalement pour le soccer, le football américain, le rugby à XV ainsi que la crosse) situé sur le campus de l'Iona College à New Rochelle, dans l'État de New York.
Le stade sert de domicile pour l'équipe universitaire des Gaels d'Iona ainsi que du club de soccer du New York Magic.

## Histoire
En juin 2017, le Mazzella Field se dote d'une nouvelle pelouse artificielle pour le soccer et la crosse.

## Événements
- 2008 : Empire State Games, championnats masculins de crosse